# Galerella floriformis
Galerella floriformis är en svampart som beskrevs av Hauskn. 2003. Galerella floriformis ingår i släktet Galerella och familjen Bolbitiaceae.   Inga underarter finns listade i Catalogue of Life.